# Manerbio
Manerbio är en ort och kommun i provinsen Brescia i regionen Lombardiet i Italien. Kommunen hade 13 161 invånare (2018).